# De Vleermuis (Plopsaland Belgium)
De Vleermuis is een voormalige stalen hangende tweelingachtbaan van het model Batflyer in Plopsaland Belgium. De attractie werd geopend bij de heropening van het park in de naam Plopsaland, in 2000. Ze stond in de Ploptuin, het gedeelte van het park opgebouwd rond de figuren uit de televisieserie Kabouter Plop.

## Beschrijving
Het is een race-achtbaan, wat betekent dat twee banen naast elkaar lopen en de gondels als het ware racen tijdens de rit. Het traject begint met een verticale lift, die de gondels tot de hoogte brengt waar de rails begint. De gondels leggen vanaf hier een achtvormig parcours af, waarbij ze over het station van de attractie vliegen en over de treinrails van de Plopsa Express vlogen.
De attractie werd gebouwd door de Nederlandse attractiebouwer Caripro. Helaas werd Caripro overgekocht door een andere Nederlandse achtbaanbouwer, Vekoma, die kort daarna failliet ging. Vekoma maakte een doorstart, maar de afdeling van Caripro werd wel gesloten. Het onderhoud van de attractie werd wel nog steeds door Vekoma uitgevoerd.
Per gondel kunnen er één volwassene en een kind plaatsnemen. Twee volwassenen worden niet toegelaten in dezelfde gondel. De veiligheidsbeugel is een heupbeugel die verwerkt zit in het deurtje aan de zijkant.
Naast deze attractie telt de Ploptuin nog drie kinderattracties (Eendjes, Konijntjes en Kikkers), een hamburgerrestaurant, een snackhuisje en een kleine winkel.

## Verplaatsing
Plopsa maakte in 2014 bekend op zoek te zijn naar een nieuwe locatie voor deze achtbaan. De mogelijkheden waren een verplaatsing binnen het park of een verhuis naar een ander Plopsa-park, door zijn lage capaciteit.
Op 9 augustus 2015 werd bekend dat de attractie online te koop stond. Plopsa liet het volgende weten: “We hopen deze attractie binnen een termijn van drie jaar te kunnen verkopen, er is dus absoluut geen haast bij om de attractie te verkopen.”
Op 5 januari 2018 werd bekend dat de achtbaan was verkocht, twee dagen later zou de attractie zijn laatste rondje draaien in Plopsaland Belgium. Op 24 januari 2018 begon men met het ontmantelen van de baan. Op de plaats van de achtbaan is een grasveldje met enkele struiken gekomen.
Eind november 2018 werd duidelijk dat de attractie verkocht is aan Trans Studio Bali, een indoorattractiepark met als thema's social media en actiefiguren in de buurt van Denpasar, Bali.
De achtbaan werd daar in 2019 opgebouwd onder de naam Bat Glider.
Afbeeldingen